# College Board
College Board (Университетский совет) — частная американская образовательная организация. Созданная в 1900 году и известная первоначально под названием College Entrance Examination Board (CEEB), организация объединяет на правах ассоциативных членов более 6000 учебных заведений (школ, колледжей, институтов, университетов). College Board разрабатывает и администрирует стандартизированные тесты и программы обучения, используемые средними и средне-профессиональными учебными заведениями, колледжами и университетами.
Главной задачей College Board является содействие ученикам и помощь образовательным организациям при осуществлении приема абитуриентов. Штаб-квартира компании расположена в Нью-Йорке. С октября 2012 года президентом College Board является Дэвид Коулман.
Помимо исследований и работы в организации стандартизированных тестов SAT и AP, College Board разрабатывает и предоставляет абитуриентам, их родителям, и администраторам образовательных учреждений разнообразные инструменты оптимизации процессов приема приема студентов, профессиональной ориентации, способствует распространению информации о возможностях получения высшего образования (в том числе возможностях через предоставление стипендий и других видов финансовой помощи).
College Board является получателем целевых грантов на развитие образования от Фонд Билла и Мелинды Гейтс.